# Olivia van der Jagt
Olivia van der Jagt (21 juli 1999) is een Surinaams-Amerikaans voetbalspeelster. Ze speelt als middenvelder voor de Amerikaanse club OL Reign.

## Biografie
Olivia van der Jagt is een dochter van Gerard van der Jagt, een voormalig volleybalspeler voor het Surinaams volleybalteam. Haar bijnaam is Olo. Ze speelde collegevoetbal voor de University of Washington en voorheen speelde ze in de jeugd bij Eastside FC Red. Ze werd in 2022 gekozen als 33e in de derde ronde door de OL Reign in de NWSL College Draft.
Op 14 april 2022 maakte ze haar debuut in de Amerikaanse National Women's Soccer League (NWSL), als middenvelder voor OL Reign.